# São Valentim
São Valentim este un oraș în Rio Grande do Sul (RS), Brazilia.